# ایزو ۹۰۰۰

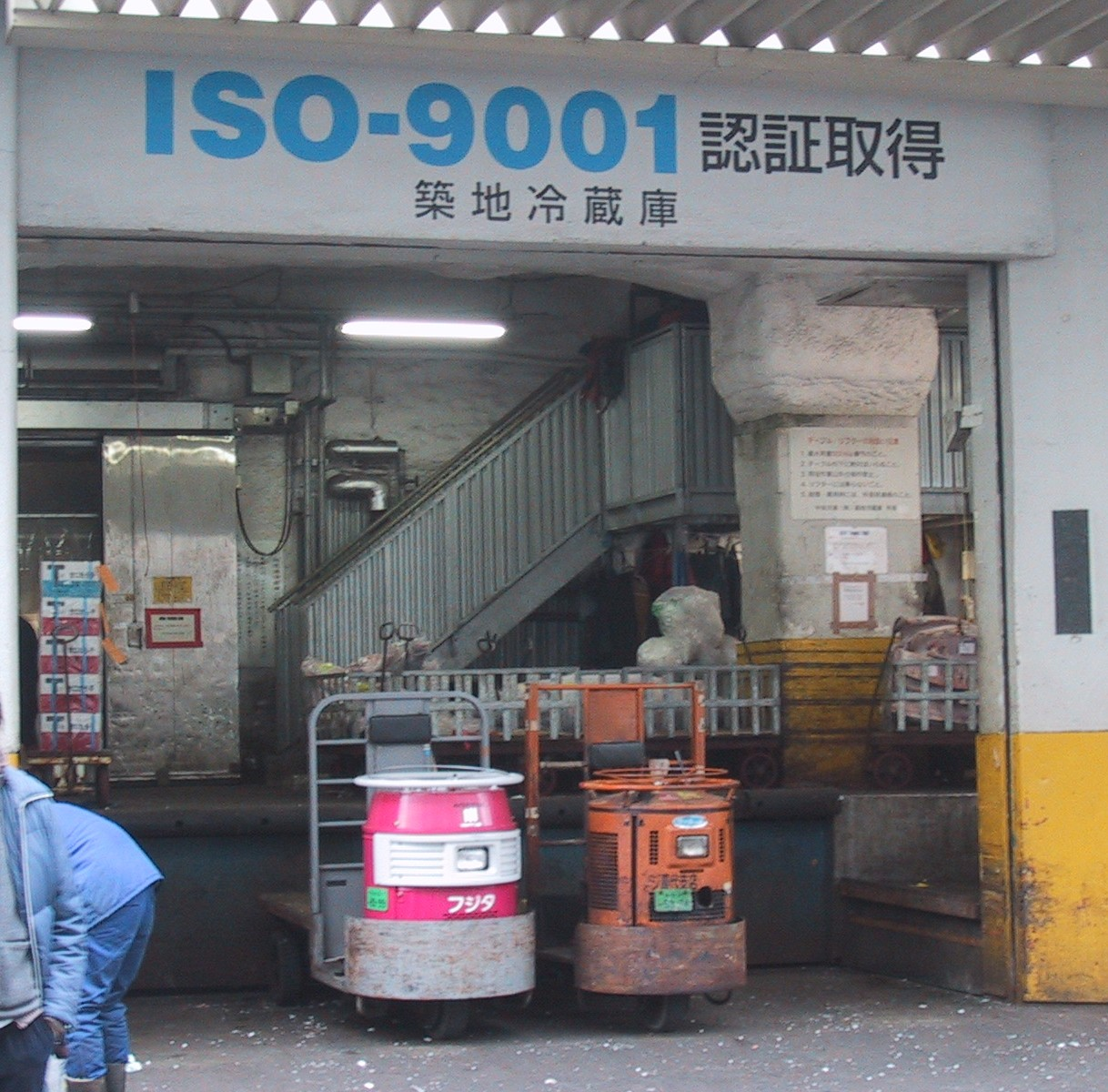
یک عمده فروشی ماهی در ژاپن که از گواهینامه ایزو ۹۰۰۱ خود به عنوان تبلیغات استفاده می‌کند.

ایزو ۹۰۰۰ خانواده ای از سیستم‌های مدیریت کیفیت (QMS) است که شامل مجموعه ای از استانداردهایی می‌باشد که به سازمان‌ها و شرکت‌ها کمک می‌کند نیاز مشتریان و سایر سهام داران، مطابق با الزامات قانونی برطرف گردد. ایزو ۹۰۰۰ با پایه و اساس سیستم‌های مدیریت کیفیت سر و کار دارد، و شامل هفت اصل مدیریت کیفیت می‌باشد که پایه و اساس این خانواده از استانداردها را تشکیل می‌دهد. الزامات مورد نیاز برای رعایت این خانواده از استانداردها، در ایزو ۹۰۰۱ آورده شده‌است.
نهادهای شخص-ثالث مانند اس جی اس(SGS) یا  GCL International ایران و یا ایزدهورآریا (IHA) به صورت مستقل، برای سازمان‌ها تاییده و گواهینامه انطباق با الزامات ایزو ۹۰۰۱ صادر می‌کنند. در سرتاسر جهان بیش از ۹ میلیون سازمان به صورت مستقل گواهینامه انطباق با ایزو ۹۰۰۱ دریافت کرده‌اند که این امر باعث شده استاندارد ایزو ۹۰۰۱ یکی از بزرگ‌ترین سیستم‌های مدیریت پذیرفته شده در جهان امروز باشد. با این حال نقدهایی بر فرایند دریافت گواهینامه ایزو نیز وارد شده‌است مبنی بر اینکه این استاندارد برای همه سازمان‌ها مفید نمی‌باشد.

## خانواده ایزو ۹۰۰۰
مجموعه ایزو ۹۰۰۰ شامل ۳ استاندارد اصلی و تعدادی گزارش‌های فنی به شرح زیر می‌باشد:
- ایزو ۹۰۰۰ - سیستم مدیریت کیفیت - اصول و واژه‌نامه‌ها (تعاریف)

این بخش به تعریف دقیق خود استاندارد و شرایط اعطای استاندارد می‌پردازد و هسته اصلی استانداردهای خانواده ایزو ۹۰۰۰ محسوب می‌گردد.
- ایزو ۹۰۰۱ - سیستم مدیریت کیفیت - الزامات

شرایط معنی دار شدن استفاده از این استاندارد برای هر نوع طراحی سازمان، بخش رشد و بهره‌وری، تولیدی، نصب سیستم‌ها و ارائه خدمات یا تأمین کنندگان هر نوع خدمتی. به عبارتی این استاندارد شرایطی را خواستار می‌شود که سازمان‌ها باید داشته باشند تا رضایتمندی مشتریانشان را جلب کنند.
- ایزو ۹۰۰۴ - مدیریت کیفیت - راهنمای دستیابی به موفقیت پایدار (بهبود مستمر)

این بخش به بهبود مستمر در سیستم می‌پردازد و راهنمایی‌هایی برای بهبود مستمر و بالابردن شفافیت کار سیستم و همچنین به بلوغ رساندن سیستم دارد.

## پذیرش جهانی
در جداول زیر میزان پذیرش جهانی و گسترش سالیانه استاندارد ایزو ۹۰۰۱ آورده شده‌است:
| تعداد گواهینامه‌های ایزو ۹۰۰۱ صادر شده در سرتاسر جهان (انتهای هر سال) | تعداد گواهینامه‌های ایزو ۹۰۰۱ صادر شده در سرتاسر جهان (انتهای هر سال) | تعداد گواهینامه‌های ایزو ۹۰۰۱ صادر شده در سرتاسر جهان (انتهای هر سال) | تعداد گواهینامه‌های ایزو ۹۰۰۱ صادر شده در سرتاسر جهان (انتهای هر سال) | تعداد گواهینامه‌های ایزو ۹۰۰۱ صادر شده در سرتاسر جهان (انتهای هر سال) | تعداد گواهینامه‌های ایزو ۹۰۰۱ صادر شده در سرتاسر جهان (انتهای هر سال) | تعداد گواهینامه‌های ایزو ۹۰۰۱ صادر شده در سرتاسر جهان (انتهای هر سال) | تعداد گواهینامه‌های ایزو ۹۰۰۱ صادر شده در سرتاسر جهان (انتهای هر سال) |
| ۲۰۰۰                                                                 | ۲۰۰۱                                                                 | ۲۰۰۲                                                                 | ۲۰۰۳                                                                 | ۲۰۰۴                                                                 | ۲۰۰۵                                                                 | ۲۰۰۶                                                                 | ۲۰۰۷                                                                 |
| -------------------------------------------------------------------- | -------------------------------------------------------------------- | -------------------------------------------------------------------- | -------------------------------------------------------------------- | -------------------------------------------------------------------- | -------------------------------------------------------------------- | -------------------------------------------------------------------- | -------------------------------------------------------------------- |
| ۴۰۹٬۴۲۱                                                              | ۵۱۰٬۶۱۶                                                              | ۵۶۱٬۷۴۷                                                              | ۵۶۷٬۹۸۵                                                              | ۶۶۰٬۱۳۲                                                              | ۷۷۳٬۸۶۷                                                              | ۸۹۶٬۹۲۹                                                              | ۹۵۱٬۴۸۶                                                              |
| ۲۰۰۸                                                                 | ۲۰۰۹                                                                 | ۲۰۱۰                                                                 | ۲۰۱۱                                                                 | ۲۰۱۲                                                                 | ۲۰۱۳                                                                 | ۲۰۱۴                                                                 |                                                                      |
| ۹۸۲٬۸۳۲                                                              | ۱٬۰۶۴٬۷۸۵                                                            | ۱٬۱۱۸٬۵۱۰                                                            | ۱٬۱۱۱٬۶۹۸                                                            | ۱٬۰۹۶٬۹۸۷                                                            | ۱٬۱۲۶٬۴۶۰                                                            | ۱٬۱۳۸٬۱۵۵                                                            |                                                                      |

| ۱۰ کشور برتر در زمینه اخذ گواهینامه ایزو ۹۰۰۱ (۲۰۱۴) | ۱۰ کشور برتر در زمینه اخذ گواهینامه ایزو ۹۰۰۱ (۲۰۱۴) | ۱۰ کشور برتر در زمینه اخذ گواهینامه ایزو ۹۰۰۱ (۲۰۱۴) |
| رتبه                                                 | کشور                                                 | تعداد گواهینامه‌های اخذ شده                           |
| ---------------------------------------------------- | ---------------------------------------------------- | ---------------------------------------------------- |
| ۱                                                    | چین                                                  | ۳۴۲٬۸۰۰                                              |
| ۲                                                    | ایتالیا                                              | ۱۶۸٬۹۶۰                                              |
| ۳                                                    | آلمان                                                | ۵۵٬۳۶۳                                               |
| ۴                                                    | ژاپن                                                 | ۴۵٬۷۸۵                                               |
| ۵                                                    | هند                                                  | ۴۱٬۰۱۶                                               |
| ۶                                                    | بریتانیا                                             | ۴۰٬۲۰۰                                               |
| ۷                                                    | اسپانیا                                              | ۳۶٬۰۰۵                                               |
| ۸                                                    | آمریکا                                               | ۳۳٬۰۰۸                                               |
| ۹                                                    | فرانسه                                               | ۲۹٬۱۲۲                                               |
| ۱۰                                                   | استرالیا                                             | ۱۹٬۷۳۱                                               |

## اصول مدیریت کیفیت مجموعه ایزو ۹۰۰۰
مجموعه ایزو ۹۰۰۰ بر روی اصول مدیریت کیفیت (QMP) هفتگانه بنا شده‌است:
این هفت اصل به شرح زیر می‌باشد:
- QMP 1 - تمرکز بر روی مشتری
- QMP 2 - رهبری
- QMP 3 - درگیری و مشارکت افراد
- QMP 4 - رویکرد فرایند
- QMP 5 - بهبود
- QMP 6 - تصمیم‌گیری مبتنی بر شواهد
- QMP 7 - مدیریت روابط

## محتویات ایزو ۹۰۰۱:۲۰۱۵
اولین شاخهٔ اصلی این خانواده ایزو ۹۰۰۱ می‌باشد و شامل شاخصه‌های زیر می‌باشد:
- مجموعه‌ای از روندها که مراحل حیاتی کسب و کار را تحت پوشش می‌گیرند.
- کنترل و اصلاح روندها برای کارا بودن آنها.
- ثبت و ضبط اطلاعات مناسب.
- کنترل برون دادهای معیوب و اتخاذ تصمیم و انجام عمل درست برای اصلاح.
- بررسی‌های معمول برای اطمینان حاصل کردن از درستی روندهای منحصربه‌فرد و سیستم مدیریت کیفیت.
- بهبود مداوم و مستمر به روندها و محصولات.

شرایط اخذ استاندارد ایزو ۹۰۰۱ رعایت الزامات مطرح شده در متن این استاندارد است که توسط سازمان بین‌المللی استانداردسازی منتشر و در همه کشورها به منظور هماهنگی به کار می‌رود.
استاندارد ایزو ۹۰۰۱ دارای بخش‌هایی با عناوین زیر می‌باشد:
- بخش ۱: دامنه کاربرد
- بخش ۲: مراجع الزامی
- بخش ۳: اصطلاحات و تعاریف
- بخش ۴: محیط کسب و کار سازمان
- بخش ۵: رهبری
- بخش ۶: طرح‌ریزی برای سیستم مدیریت کیفیت
- بخش ۷: پشتیبانی
- بخش ۸: اجرا
- بخش ۹: ارزیابی عملکرد
- بخش ۱۰: بهبود مداوم (بهبود مستمر)

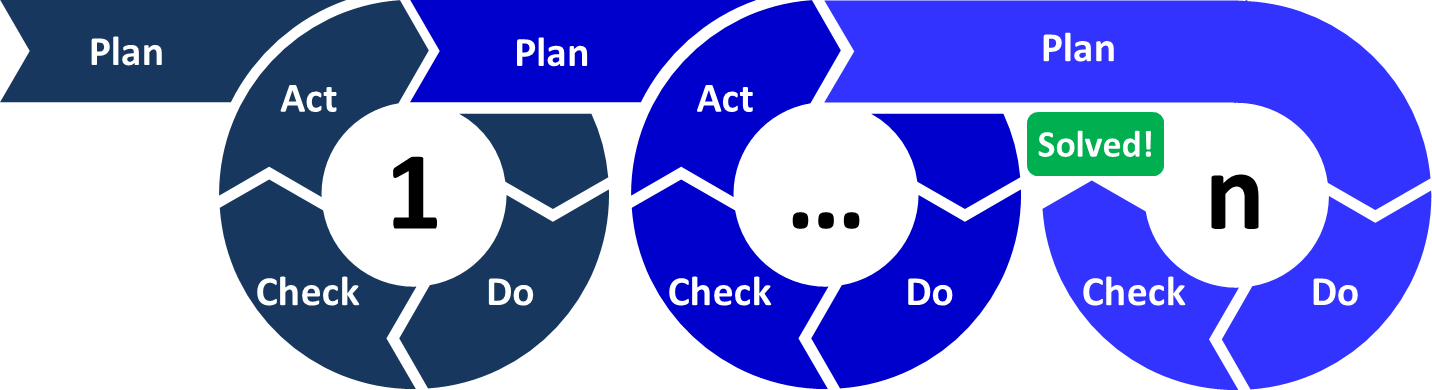
چرخه‌های مستمر طرح‌ریزی-اجرا-بررسی-کنش که چرخه دمینگ نیز نامیده می‌شود. این چرخه آنقدر ادامه می‌یابد تا مشکل برطرف گردد.

تمامی سازمان‌هایی که قصد دریافت ISO 9001 را دارند می‌بایست ابتدا الزامات کاربردی این استاندارد را به کمک مشاور ایزو 9001  پیاده‌سازی نموده و پس از ممیزی داخلی و بازنگری مدیریت، اقدام به انتخاب نهاد صدور گواهینامه نمایند.
اساساً، طرح این استاندارد نیز مشابه استاندارد قبلی ISO 9001:2008 می‌باشد به این ترتیب که این نسخه نیز از چرخه طرح-اجرا-بررسی-اقدام (PDCA Cycle) در یک رویکرد مبتنی بر فرایند پیروی می‌کند، اما اکنون این مسئله را ترغیب به تفکر مبتنی بر ریسک می‌کند (بخش ۰٫۳٫۳ از مقدمه). منظور اهداف کیفی، تعیین انطباق الزامات (مشتریان و سازمان‌ها)، تسهیل استقرار مؤثر و بهبود سیستم مدیریت کیفیت می‌باشد.

## اخذ گواهینامه ایزو

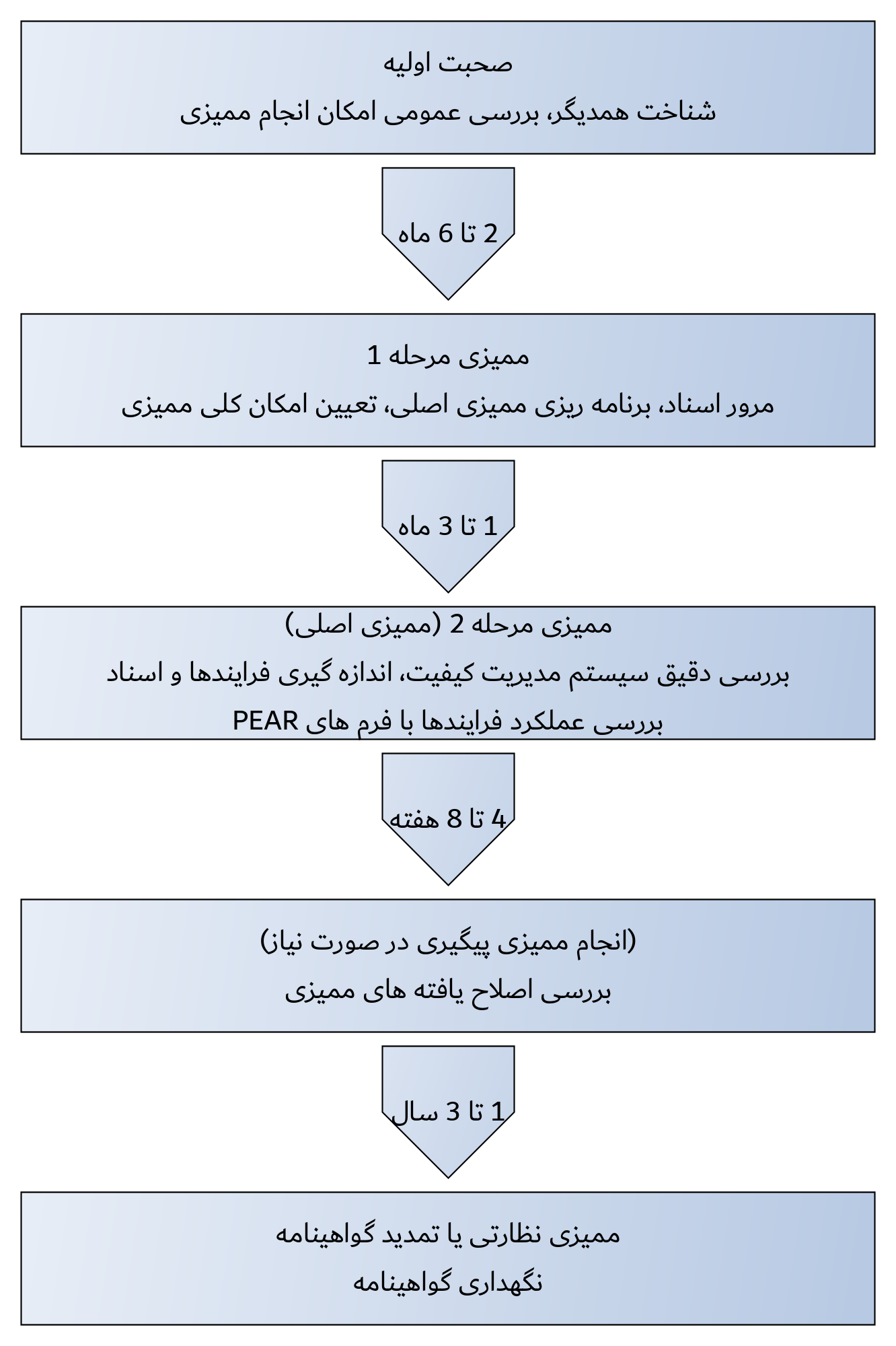
مراحل دریافت گواهینامه ایزو ۹۰۰۱

سازمان بین المللی ایزو، صادرکنندهٔ اعتبارنامه به شرکت‌ها یا سازمان‌ها نیست بلکه فقط تعیین‌کنندهٔ خطوط استانداردها می‌باشد و صدور این اعتبار نامه‌ها بر عهدهٔ شرکت‌های دیگری است که البته سازمان بررسی ایزو CASCO این شرکت‌ها را تأیید می‌کند.
اعضای قبلی استانداردهای خانواده ایزو ۹۰۰۰ (شامل ایزو ۹۰۰۱ , ۹۰۰۲ و ۹۰۰۳) امروزه در غالب ایزو ۹۰۰۰ مجتمع شده‌اند و هر شرکتی که ادعا می‌کند دارای ایزو ۹۰۰۰ می‌باشد، در واقع بیشتر دارای ایزو ۹۰۰۱ می‌باشد.
بسیاری از کشورها نهادهایی را برای اعتباربخشی ("accredit") به نهادهای صدور گواهینامه ایجاد کرده‌اند. هر دو نهاد اعتباربخشی و صادرکننده گواهینامه برای انجام خدمات خود هزینه دریافت می‌کنند. نهادهای صدور گواهینامه خود تحت استاندارد کیفیت دیگری تحت عنوان ISO/IEC 17021 فعالیت می‌کنند، در حالی که نهادهای اعتباربخشی تحت استاندارد ISO/IEC 17011 فعالیت می‌کنند.
از زمانیکه یک سازمان تصمیم به دریافت گواهینامه می‌گیرد، ۳ تا ۱۲ ماه طول می‌کشد تا الزامات ایزو در سازمان پیاده شده و اسناد مورد نیاز تهیه گردد. در این مدت باید تمام موارد ایزو ۹۰۰۱ به دقت مطالعه شده و در سازمان پیاده‌سازی شود. استفاده از یک مشاور ایزو یا پشتیبان خارجی برای مشاوره ایزو 9001 و تجربیات او می‌تواند فرایند دریافت گواهینامه را آسانتر و سریع تر کند.
موازی با برطرف کردن الزامات، تقریباً ۳ تا ۶ ماه قبل از زمان تعیین شده برای دریافت گواهینامه، باید یک نهاد صادر کننده گواهینامه انتخاب گردد.

### ممیزی مرحله ۱
قبل از ممیزی صدور گواهینامه، ممیزی مرحله یک انجام می‌شود تا ارزیابی شود آیا سازمان واقعاً آمادگی کافی برای دریافت گواهینامه را دارد یا خیر؟ با اینکه هدف ممیزی مرحله ۱ بررسی اسناد و مستندات می‌باشد، این ممیزی معمولاً با بازدیدی از کارخانه شروع می‌شود. پس از بازدید کارخانه ممیز از مرور اسناد و سوابق شروع می‌کند.

### ممیزی مرحله ۲ (ممیزی اصلی)
در ممیزی مرحله ۲ که ممیزی اصلی می‌باشد، انطباق سیستم مدیریت کیفیت با الزامات ایزو ۹۰۰۱ به صورت دقیق و با جزئیات کامل بررسی می‌شود.
گواهینامه ایزو ۹۰۰۱ مادام العمر یا یکبار برای همیشه نبوده و اعتبار آن پس از مدتی تمام می‌شود و معمولاً هر سه سال یکبار باید این گواهینامه تمدید گردد. در گواهینامه ذکر شده رتبه‌بندی و درجه ای به شرکت داده نمی‌شود و فقط یک شرکت دو حالت دارد: یا گواهینامه دارد یا گواهینامه ندارد و گواهینامه ایزو ۹۰۰۱ با سیستم‌های مدیریت کیفیت مبتنی بر اندازه‌گیری تفاوت دارد.

## ممیزی
برای دریافت گواهینامه ایزو ۹۰۰۱ دو نوع ممیزی مورد نیاز است: ممیزی توسط نهاد خارجی (ممیزی خارجی) و انجام ممیزی توسط پرسنل داخلی که برای این امر آموزش دیده‌اند (ممیزی داخلی). هدف یک فرایند پیوسته بررسی و ارزیابی برای تأیید کارکرد صحیح سیستم، پیدا کردن راه‌های پیشرفت آن و ردیابی و پیدا کردن و اصلاح معایب پیدا شده می‌باشد. قابل توجه است که موضوع ممیزی شخص دوم نیز ممکن است کاربردی باشد.
هدف از ممیزی داخلی بررسی اجرای فرایندها در اعمال روزانه و انطباق آن با الزامات ایزو ۹۰۰۱ می‌باشد. ممیزی داخلی ابزاری مدیریتی برای بررسی عملکرد سیستم مدیریت کیفیت است. ممیزی می‌تواند محل تشخیص عیوب و در نتیجه نقطه ای برای افزایش کیفیت باشد.

## تفسیرهای مخصوص صنعت
ایزو برای سیستم‌های مدیریت کیفیت مختلف استانداردهای مختلفی دارد که بر اساس ایزو ۹۰۰۱ می‌باشند و مخصوص بخش‌ها و صنایع متفاوتی هستند. این استانداردها شامل موارد زیر می‌شوند:
- ایزو ۱۳۴۸۵ - تجهیزات پزشکی
- ایزو ۱۷۵۸۲ - سازمان‌های انتخاباتی در تمامی سطوح دولت
- ایزو ۱۸۰۹۱ - دولت‌های محلی
- ISO/TS ۲۲۱۶۳ - الزامات سیستم مدیریت تجاری برای سازمان‌های ریلی
- ISO/TS 29001 - صنایع نفت، پتروشیمی و گاز طبیعی
- ISO/IEC 90003 - مهندسی نرم‌افزار

## کارایی
بحث در مورد اثربخشی ISO 9000 معمولاً پیرامون سوالات زیر متمرکز است:
1. آیا اصول کیفیت ISO 9001 برای سازمان دارای ارزش هستند؟
2. آیا استفاده از یک سیستم مدیریت کیفیت منطبق با ایزو ۹۰۰۱ کمکی به سازمان می‌کند؟
3. آیا دریافت گواهینامه ایزو ۹۰۰۱ کمکی به سازمان می‌کند؟

اثربخشی سیستم مدیریت ایزو به عوامل متعددی بستگی دارد، که از جمله مهم‌ترین آنها موارد زیر می‌باشد:
1. تعهد مدیریت ارشد به نظارت، کنترل و بهبود کیفیت.
2. سیستم ایزو تا چه میزان خوب در مدل تجاری موجود سازمان ادغام می‌شود؟
3. سیستم ایزو تا چه حد بر بهبود تجربه مشتری تمرکز دارد؟
4. ممیزها چقدر خوب نواحی مورد نیاز بهبود را پیدا کرده و در رابطه با آن مراوده می‌کنند؟

### مزایا
مدیریت صحیح کیفیت می‌تواند تجارت را بهبود بخشد و معمولاً تأثیر مثبتی بر سرمایه‌گذاری، سهم بازار، رشد فروش، حاشیه فروش، مزیت رقابتی و جلوگیری از مشکلات دادگاهی دارد.

### انتقادهای وارد شده به سیستم مدیریت کیفیت ایزو
یکی از انتقادات رایج به ایزو ۹۰۰۰ و ایزو ۹۰۰۱ میزان زیاد پول، زمان و کاغذ بازی مورد نیاز برای اجرای آن و درصورت نیاز در آینده دریافت گواهینامه آن می‌باشد. دالگلیش به «کاغذبازی نامتناسب و گاه غیرضروری» ایزو استناد کرده و می‌نویسد: «مدیران کیفیت احساس می‌کنند که سربار و مستندات ISO بیش از حد زیاد و به شدت ناکارآمد هستند.» ویلسون اظهار می‌کند که استانداردهای ایزو «بازرسی رویه‌های صحیح را از جنبه‌های وسیع تر کیفیت بالاتر می‌برد»، و در نتیجه، «محل کار سرکوب کننده شده و کیفیت بهبود نمی‌یابد»
دالگلیش می‌نویسد: «در حقیقت خود سازمان ایزو پیشنهاد می‌کند که می‌توانید ایزو ۹۰۰۱ را اجرا کنید بدون اینکه گواهینامه دریافت کنید، فقط برای اینکه از منافع افزایش کیفیت بهره‌مند گردید.»

## خلاصه شرایط ایزو ۹۰۰۱:۲۰۰۰ به زبان غیررسمی
- «خط مشی کیفیت» (Quality Policy) یک بیانیه رسمی از جانب «مدیریت ارشد» است که به صورت غیرقابل تفکیکی به برنامه‌ها و طرح‌های بازرگانی و تولیدی سازمان‌ها و همچنین نیازهای مشتریان گره خورده‌است و این خط مشی باید در تمام لایه‌ها و بخش‌ها و در میان کارکنان یک سازمان رعایت گردند و برای این منظور هر یک از کارکنان نیاز به «اهداف قابل اندازه‌گیری» برای کارشان دارند.
- تصمیمات مربوط به مدیریت کیفیت بر پایه «اطلاعات و داده‌ها» و همچنین سیستم، که شامل حسابرسی معمول برای ارزیابی انطباق و کارایی می‌باشد، بنا شده‌است.
- «سوابق، شواهد و داده‌ها» می‌بایست نشاندهنده چگونه و چطور تبدیل شدن مواد خام به محصولات باشند (شناسایی و ردیابی) تا از طریق ردیابی منابع به مشکلات پی برده شود.
- شما نیاز به یک معیار، برای کنترل کیفیت اسناد شرکت خود دارید. هرکسی می‌بایست به این اطلاعات دسترسی داشته و چگونگی استفاده از آن‌ها به صورت به روز، را بداند.
- برای ابقای سیستم مدیریت کیفیت و تولید محصولات مرتبط به هم، شما نیاز به فراهم کردن زیرساخت، منابع، اطلاعات، امکانات و تجهیزات، ابزارهای بررسی و کنترل و همچنین شرایط محیطی دارید.
- شما احتیاج به استخراج تمام عناصر حیاتی روندهای تولیدی خود دارید که این کار از طریق کنترل و نمایش بررسی‌ها و اطمینان حاصل کردن از تکمیل‌کننده بودن اهداف کیفیت تولید، دارید. اگر شما وسایل بررسی را به صورتی کارا طراحی کرده باشید، می‌توانید مطمئن باشید که اهداف تعیین شده بلند مدت قابل دسترس می‌شوند و این اهداف به صورت اهداف فردی در نمی‌آیند.
- برای هر کدام از محصولاتی که شرکت تولید می‌کند شما نیاز به انتشار اهداف کیفی جدید دارید تا طرح رویه، اسناد و نتایج بررسی‌ها را به عنوان ابزاری برای بهبود و رشد استفاده کنید.
- شما نیاز به تعیین نقاط حساسی که هر کدام از رویه‌ها دارند هستید تا از طریق کنترل و بررسی این نقاط اطمینان حاصل کنید که همه چیز تحت میزانهایی که شما تعیین کرده‌اید، پیش می‌رود.
- شما نیاز به «شرایط واضحی از فروش محصول» دارید.
- شما نیاز به تصمیم‌گیری دربارهٔ الزامات مشتریان و طراحی سیستمی برای برقراری ارتباط مشتریان با اطلاعات محصولات، پرس و جو، قرارداد، بازخورد و شکایت دارید.
- زمان توسعه محصول جدید، شما احتیاج به برنامه‌ریزی مراحل بهبود جدید برای توسعه محصول و همچنین آزمایش این مراحل دارید.
- شما احتیاج به تجدید نظر در کاربردها و روندهای معمول در غالب حسابرسی داخلی و نشست‌ها دارید تا تصمیم بگیرید که آیا مدیریت کیفیت کارا می‌باشد و این سیستم ما را به کدام جهت می‌برد (با توجه به مشکلات پیشین و بالفعل). برای این منظور اطلاعات فعالیت‌ها را نگهداری کرده و نقاط قوت و ضعف آن‌ها را مورد بررسی قرار می‌دهید.
- با توجه به مشکلات پنهانی و بالفعل (مشتریان، فراهم کنندگان مواد اولیه و مشکلات داخلی) شما نیاز به روندهای ثبت شده‌ای دارید که اطمینان حاصل کنید که هیچ‌کسی محصولات بد شما را استفاده نمی‌کند و تصمیم بگیرید که با این محصولات بعضاً معیوب چه کنید و این کار تنها با توجه به ریشه‌های به وجود آورندهٔ تولید این محصولات بد و همچنین تهیه گزارش و نگهداری آن برای تکرار نکردن دوباره این ایراد تعبیه می‌شوند، قابل انجام است.